# Vittorio e Vittoria
Vittorio e Vittoria (Viktor und Viktoria) è un film del 1933 diretto da Reinhold Schünzel. Il film ha avuto due rifacimenti: nel 1957, diretto da Karl Anton (RFT) e nel 1982 come Victor Victoria, diretto da Blake Edwards (USA).

## Trama
Un povero diavolo (Vittorio), non riuscendo a trovare sui palcoscenici quella fortuna cui aspira, è costretto, per vivere, a sostenere una parte femminile in un caffè-concerto di terz'ordine. In quest'ambiente egli incontra Vittoria, e tra i due nasce della simpatia. Una sera che Vittorio non può cantare per un mal di gola, Vittoria prende la sua parte ed ottiene un successo veramente strepitoso. Questo consiglia ai due di invertire le parti: Vittoria continuerà a cantare e Vittorio sarà il suo impresario. Ma, per svelare il trucco, la donna indossa fuori scena abiti maschili e continua un giro turistico che è veramente trionfale. Capita però un giorno un tale che indovina l'imbroglio e tanto fa e tanto dice, da convincere Vittoria a ritornare donna e a lasciare il teatro. Vittorio resta solo e deve farsi il bucato che prima faceva Vittoria , ma finalmente anche a lui sorride la fortuna e il più lusinghiero successo.

## Produzione
Il film fu prodotto dall'Universum Film (UFA). Le coreografie sono di Sabine Ress (non accreditata).

## Distribuzione
Distribuito dall'Ufa Film Company, il film fu presentato in prima il 23 dicembre e uscì nelle sale cinematografiche tedesche il 28 dicembre 1933.